# Rudy Yakym

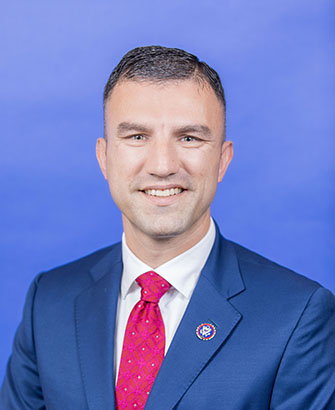
Rudy Yakym (2023)

Rudolph Chester „Rudy“ Yakym III. (* 24. Februar 1984) ist ein US-amerikanischer Politiker und Unternehmer, der als Mitglied der Republikanischen Partei seit 2023 den Bundesstaat Indiana im Repräsentantenhaus der Vereinigten Staaten für den zweiten Distrikt vertritt.

## Leben und Ausbildung
Yakym erwarb einen Associate Degree in Betriebswirtschaftslehre und einen Bachelor of Science in Finanzen und Betriebswirtschaft von der Indiana University South Bend. 2019 erwarb er einen Master of Business Administration an der University of Notre Dame.
Yakym ist mit seiner Frau Sallyann, einer Lehrerin an der Elkhart Christian Academy, verheiratet. Sie haben drei Kinder. Er ist praktizierender Baptist und dient als Usher der New Life Baptist Church in Osceola.

## Karriere
In den Jahren 2010 und 2011 arbeitete Yakym als Vertriebsleiter für Omnicity, ein Breitbandunternehmen. 2011 und 2012 war er Finanzdirektor für den Kongress-Wahlkampf von Jackie Walorski. Von 2013 bis 2019 war er Vizepräsident bei der Bradley Company, einer gewerblichen Immobiliengesellschaft. 2015 ernannte der damalige Gouverneur Mike Pence Yakym zum Mitglied der Indiana Judicial Nominating Commission. Seit 2019 ist Yakym Direktor für Wachstumsinitiativen bei Kem Krest, einer Logistik- und Lieferkettenorganisation.

### Politische Karriere

#### Repräsentantenhaus der Vereinigten Staaten
Nachdem Jackie Walorski im August 2022 bei einem Autounfall ums Leben gekommen war, gab Yakym seine Kandidatur bei den Sonderwahlen zum zweiten Kongressbezirk von Indiana bekannt. Er wurde von den Mitgliedern des GOP-Bezirksausschusses des Distrikts als republikanischer Kandidat ausgewählt. Die Wahl diente sowohl für die verbleibende Amtszeit von Walorski als auch für eine volle zweijährige Amtszeit ab Januar 2023. Yakym gewann die Nominierung im ersten Wahlgang unter einem Feld von zwölf Kandidaten und besiegte unter anderem den ehemaligen Indiana Attorney General, Curtis Hill, sowie die ehemaligen Mitglieder im Repräsentantenhaus von Indiana, Curt Nisly und Christy Stutzman. Er besiegte den demokratischen Kandidaten, Paul Steury, einen Lehrer aus Goshen sowie den Kandidaten der Libertarian Party, William Henry. Yakym erhielt 64,6 Prozent der Stimmen.
Bei der Vorwahl zur Wahl zum Repräsentantenhaus 2024 hatten weder Yakym noch die Demokratin Lori Camp Herausforderer. In der Hauptwahl setzte er sich mit 62,7 Prozent gegen Camp durch.